# フェデリコ・マンクエージョ
フェデリコ・アンドレス・マンクエージョ（スペイン語: Federico Andrés Mancuello、1989年3月26日 - ）は、アルゼンチンのサッカー選手。アルゼンチン代表。ポジションはMF。

## クラブ歴
2008年12月14日にCAインデペンディエンテのトップチームで初出場し選手となった。2009年4月5日に初得点。
アントニオ・モハメド監督には評価されず、2011年7月にCAベルグラーノに1年の期限付き移籍。10月26日に移籍後唯一となった得点を記録した。2012年1月にコパ・アルヘンティーナで負傷し数週間の離脱を余儀なくされた。
その後インデペンディエンテに復帰した。
2016年1月6日にCRフラメンゴに1200万レアルで移籍。怪我の影響もあって期待されていたほどの活躍は出来ず、カンピオナート・ブラジレイロ・セリエAでは控えの一番手であった。8月6日にカンピオナート・ブラジレイロ・セリエA初得点をヒールで決めた。28日にはエヴェルトンに代わって出場し、アディショナルタイムに2得点目を決めた。

## 代表歴
2015年3月20日にエルサルバドル代表、エクアドル代表との試合のアルゼンチン代表に招集された。エルサルバドル代表戦でアンヘル・ディ・マリアに代わって投入され、フリーキックから代表初得点も決めた。
5月にはコパ・アメリカ2015の予備登録メンバーに選ばれた。しかし本戦メンバーからは落選した。

## 個人成績
2018年6月4日現在
代表での得点一覧
| #  | 日附          | 場所                                               | 対戦相手       | 得点 | 結果 | 大会     | 出典  |
| -- | ------------- | -------------------------------------------------- | -------------- | ---- | ---- | -------- | ----- |
| 1. | 2015年3月28日 | メリーランド州ランドーバー・フェデックスフィールド | エルサルバドル | 2-0  | 2-0  | 親善試合 | [ 8 ] |

## タイトル
インデペンディエンテ
- コパ・スダメリカーナ: 2010

フラメンゴ
- カンピオナート・カリオカ: 2017

クルゼイロ
- カンピオナート・ミネイロ: 2018
- コパ・ド・ブラジル: 2018